# Siegel South Carolinas
Das Siegel des US-Bundesstaats South Carolina wurde am 2. April 1776 als offizielles Siegel angenommen.

## Beschreibung

Flagge South Carolinas

Das Siegel setzt sich zusammen aus zwei elliptischen Feldern, die durch Palmzweige miteinander verbunden werden.
Das erste Feld wird beherrscht von einer Palme, die sich über einen gestürzten und zerfallenen Baum erhebt. Diese Darstellung soll an die erfolgreiche Verteidigung des Forts auf der Sullivan-Insel am 28. Juni 1776 gegen die britische Flotte erinnern.
Das zweite Feld zeigt eine weibliche Personifizierung der Hoffnung (lateinisch: Spes), die über einem Strand mit verstreut herum liegenden Waffen geht. Sie hält vor aufgehender Sonne einen Lorbeerkranz in der Hand.
In diesem Siegel finden sich zwei lateinische Mottos:
„Dum spiro spero.“
(So lange ich atme, hoffe ich.)
und
„Animis opibusque parati“
(Bereit an Geist und Mitteln)